# 片山牙花鮨
金帶金花鱸（学名：Odontanthias chrysostictus），又名金帶金花鮨、片山牙花鮨，为鮨科牙花鮨屬下的一个种。

## 分布
本魚分布於西太平洋區，包括日本南部、台灣等海域。

## 深度
水深177至300公尺。

## 特徵
本魚體側扁，略呈卵圓形，體色艷麗，體為橘紅色，頭上半部具黃色區塊，體側具數條黃色細縱紋。腹鰭、背鰭及臀鰭皆有延長呈絲狀的軟條，尾鰭叉形，體長可達16.3公分。

## 生態
本魚棲息在較深的海域，出現在礫石底質的區域，屬肉食性，以浮游動物為食，具性轉變，為先雌後雄性。

## 經濟利用
可作為食用魚。